# Lonnie Plaxico

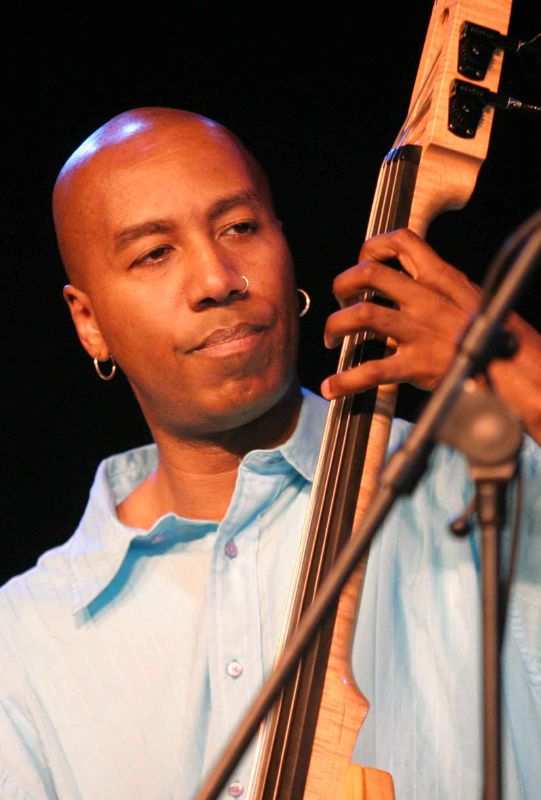
Lonnie Plaxico

Lonnie Plaxico (Chicago, 4 september 1960) is een Amerikaanse jazzbassist en -componist.
Op twaalfjarige leeftijd begint Plaxico met het bespelen van de basgitaar en vanaf zijn veertiende jaar wordt hij professioneel muzikant. Als hij twintig jaar oud wordt besluit hij naar New York te verhuizen en al snel wordt hij door de grote jazz-artiesten ontdekt. Hij treedt onder anderen op met Chet Baker, Dexter Gordon en Hank Jones. In 1978 wint Plaxico de Louis Armstrong Jazz Award.
Bekendheid bij het grote publiek krijgt Plaxico in 1982 door zijn plaats in de band van Wynton Marsalis en in Art Blakey's Jazz Messengers (1983–1986). Met Art Blakey neemt Plaxico twaalf albums op, waaronder het Grammy Award-winnende album, New York Scene. In 1986 voegt Plaxico zich bij de band Jack DeJohnette's Special Edition en vertrekt daar in 1993 om andere muzikale wegen in te slaan.
Sinds 1987 is Plaxico het muzikale brein en de bassist van jazz-artieste Cassandra Wilson. Samen met haar maakt hij verscheidene albums en met het album New moon daughter valt hij wederom in de prijzen bij de Grammy Awards.
Vanaf 2000 richt Plaxico zich compleet op zijn eigen gelijknamige band en brengt in het vervolg met deze band zijn albums uit.
Plaxico heeft een indrukwekkende lijst van gastoptredens en samenwerkingsverbanden opgebouwd. Enkele artiesten waarmee hij de afgelopen jaren heeft samengewerkt zijn: Sonny Sitt, Junior Cook, David Murray, Alice Coltrane, Ravi Coltrane en Dizzy Gillespie.

## Discografie
Lonnie Plaxico band
- Plaxico (1990)
- Iridescence (1992)
- Short Takes (1993)
- With All Your Heart (1994)
- Emergence (2000)
- Melange (2001)
- Live at the 5:01 Jazz Bar (2002)
- Rhythm and Soul (2003)
- Live at Jazz Standard (2004)
- So Alive (2006)

Enkele samenwerkingsverbanden
- 2000 - Art Blakey & The Jazz Messengers "Live at Ronnie Scott's [BBC Legends]"
- 1999 - Cassandra Wilson "Traveling Miles"
- 1996 - Cassandra Wilson "New Moon Daughter" (Grammy Award)
- 1996 - Cassandra Wilson "Songbook"
- 1994 - Jack DeJohnette  "Extra Special Edition"
- 1993 - Cassandra Wilson "Blue Light 'til Dawn"
- 1992 - Art Blakey & The Jazz Messengers "Live at Kimball's"
- 1992 - Cassandra Wilson "Jumpworld"
- 1992 - Art Blakey & The Jazz Messengers "Art Collection"
- 1992 - Art Blakey & The Jazz Messengers  "New Year's Eve at Sweet Basil"
- 1992 - Art Blakey & The Jazz Messengers "Dr. Jekyl"
- 1992 - Art Blakey & The Jazz Messengers  "Hard Champion"
- 1991 - Jack DeJohnette's Special Edition  "Earthwalk"
- 1988 - Jack DeJohnette "Audio Visualscapes"
- 1987 - Jack DeJohnette  "Irresistible Forces"
- 1987 - Cassandra Wilson "Point of View"
- 1984 - Dizzy Gillespie "New Faces"
- 1984 - Art Blakey & The Jazz Messengers "New York Scene" (Grammy Award)

- Biblioteca Nacional de España: XX1740635
- Bibliothèque nationale de France: cb139220915 (data)
- CiNii: DA1601686X
- Gemeinsame Normdatei: 134486080
- International Standard Name Identifier: 0000 0000 5945 3750
- Library of Congress Control Number: n88655409
- MusicBrainz: a016ee9e-1f49-4906-9b1b-31b3ffb61c7d
- Nationale Bibliotheek van Tsjechië: xx0199555
- Nationale Bibliotheek van Israël: 987007349425605171
- Nederlandse Thesaurus van Auteursnamen: 073742392
- Système universitaire de documentation: 086261711
- Virtual International Authority File: 66653582
- WorldCat: E39PBJpJf6RFf3W3jy6QcvcdcP